# Hermann Dietrichs
Hermann Dietrichs (* 10. Mai 1852 in Beetzendorf, Landkreis Salzwedel; † 22. Februar 1893 in Berlin) war ein deutscher Landschafts- und Architekturmaler.

## Leben
Dietrichs erhielt seine künstlerische Ausbildung bei Christian Wilberg, Albert Hertel und Eugen Bracht. Lange Jahre lebte er in Magdeburg, später ließ er sich in Berlin nieder. In den Jahren 1881 bis 1890 war er auf Berliner Akademie-Ausstellungen vertreten, meist mit Motiven aus der Mark Brandenburg.

## Werke (Auswahl)
- Wassertor in Tangermünde
- Spreeufer in der Mark, Aquarell

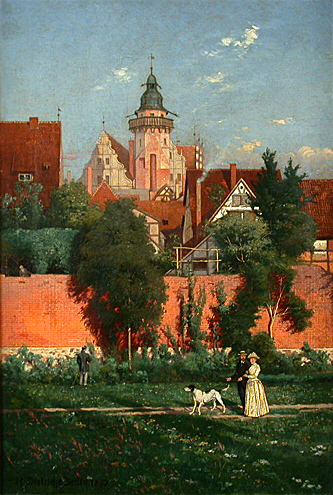
An der Stadtmauer (Motiv aus Salzwedel)

- Weiße Berge (Motiv bei Charlottenburg)
- Insel Vilm, Rügen, 1886
- An der Mosel
- Kirchsteig (Motiv aus Salzwedel)
- An der Stadtmauer (Motiv aus Salzwedel)
- Zeichnungen zu Der König von Sion von Robert Hamerling
- Illustrationen zu Bilder aus der Altmark von Ludolf Parisius, 1877–1882[2][3]